# Province de Bénévent
La province de Bénévent est une province italienne, dans la région de Campanie.
La capitale provinciale est Bénévent.

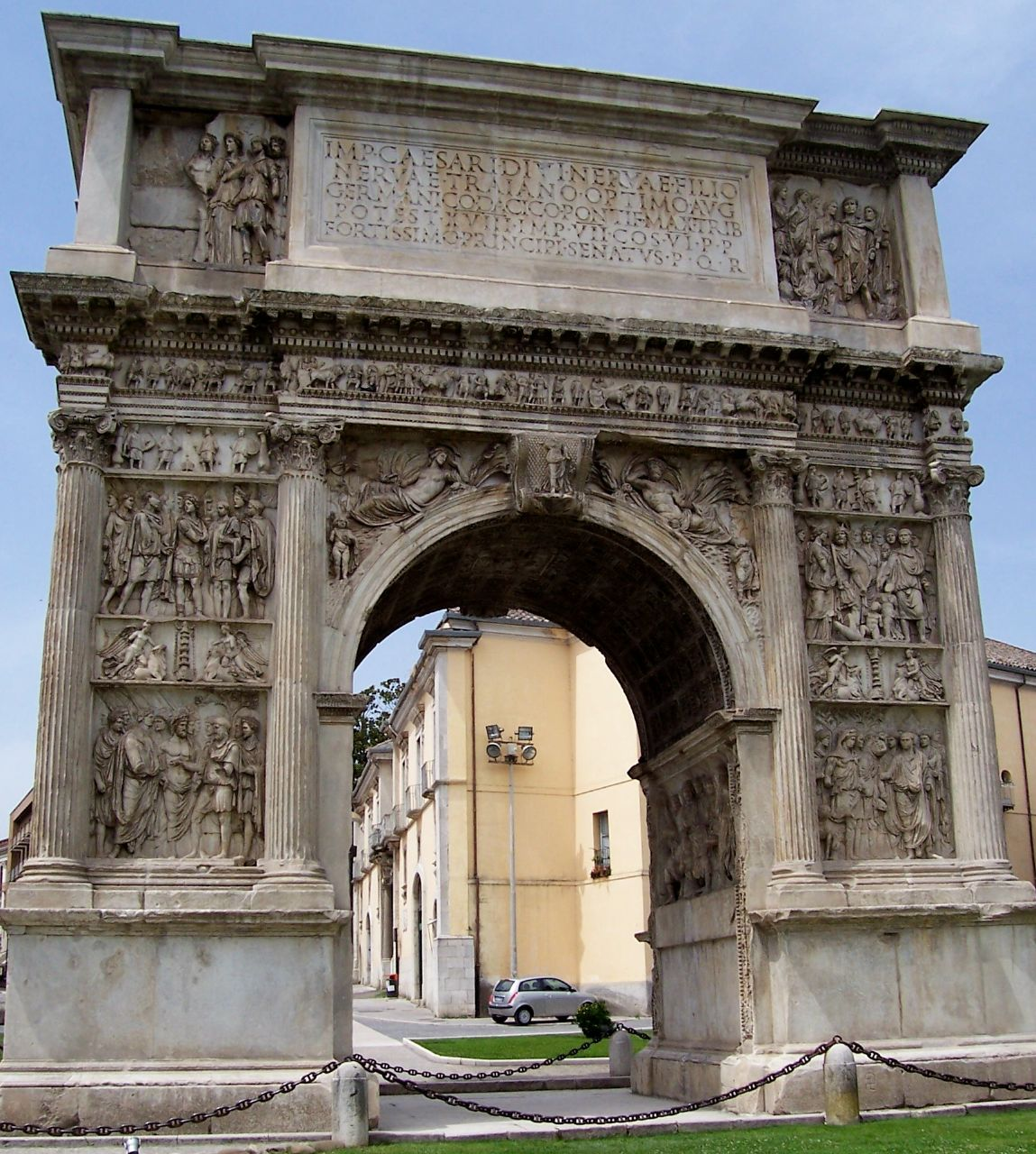
Arc de Trajan